# Запад (Минск)
Запад (бел. Захад) — микрорайон в составе Фрунзенского района города Минска.

## География

Карта микрорайона Запад

### Расположение
Граничит с жилыми районами Барановщина, Красный Бор, Медвежино и Сухарево. Рядом расположены Кунцевщина и Каменная Горка, район отделён от них жилым кварталом Барановщина.
Границы района определены следующими улицами: ул. Лобанка (с запада), ул. Шаранговича (с юго-востока), ул. Горецкого (с юго-запада), ул. Тимошенко (с востока) и ул. Бурдейного (с севера).
Улицы:
- Бурдейного
- Тимошенко
- Лобанка
- Горецкого
- Шаранговича
- Одинцова
- Якубовского

### Природа
Лесопарковая зона «Медвежино».

## Тип застройки
Район застроен панельными и кирпичными домами от 9 до 17 этажей.

## Транспорт
Автобусы:
1. 11 ДС Сухарево 5 — Веснянка
2. 12 ДС Сухарево 5 — Каменная горка
3. 17 ДС Кунцевщина — ДС Сухарево 5
4. 30c Красный бор — Корженевского
5. 42 ДС Сухарево 5 — Люцинская
6. 60 ДС Запад 3 — ТЦ Ждановичи
7. 121 ТЦ Ждановичи — ДС Сухарево 5
8. 125 ДС Запад 3 — ТЦ Ждановичи
9. 137 ДС Кунцевщина — Водоочистительная станция
10. 138 ДС Кунцевщина — Промузел «Западный»
11. 140 ДС Сухарево 5 — ТЦ Ждановичи
12. 144с ДС Кунцевщина — ДС Курасовщина
13. 159 ДС Запад 3 — ДС Каменная горка 5
14. 188 ДС Запад 3 — Оперный театр
15. 189 ДС Запад 3 — Школа№ 12
16. Ст.м. Каменная Горка — Гипердискаунтер «Евроопт»

Троллейбусы:
1. 9 ДС «Кунцевщина» — Городской вал
2. 13 ДС Запад-3 — Городской вал
3. 21 ДС Сухарево-5 - РК Люцынская
4. 25 ДС Кунцевщина — Прилукская
5. 44 ДС Запад-3 — РК  Бобруйская

(АВ Центральный)
1. 52 ДС Малиновка-4 — РК Люцынская
2. 77 ДС Сухарево-5 — Саперов

Экспрессные автобусы (маршрутки)
- 1077-т Сухарево — Академия Наук — Комаровский рынок
- 1102-т Сухарево — Комаровский рынок
- 1106-т Сухарево — ТЦ Ждановичи
- 1108-т Сухарево — Ангарская
- 1149-т Красный Бор — ТЦ Ждановичи
- 1188-т Сухарево — просп. Независимости — Уручье
- 1191-т Сухарево — ЭКСПОБел
- 1199-т Малиновка — ТЦ Ждановичи
- 1212-т Сухарево — ул. Маяковского — просп. Рокоссовского — Чижовка
- 1230-т Серова — ТЦ Ждановичи

## Характеристика
- Торговые площади
  - Наибольшие: рынок «Западный», универсамы «Евроопт» (ранее назывался «Нарочь») и «Корона» (ранее назывался «Гродно»).

На территории расположены:
- 6 школ и гимназия
- 16 детских садов
- Дом ребёнка.

Здравоохранение представлено 2-й районной поликлиникой и 25-й детской поликлиникой.

## Галерея

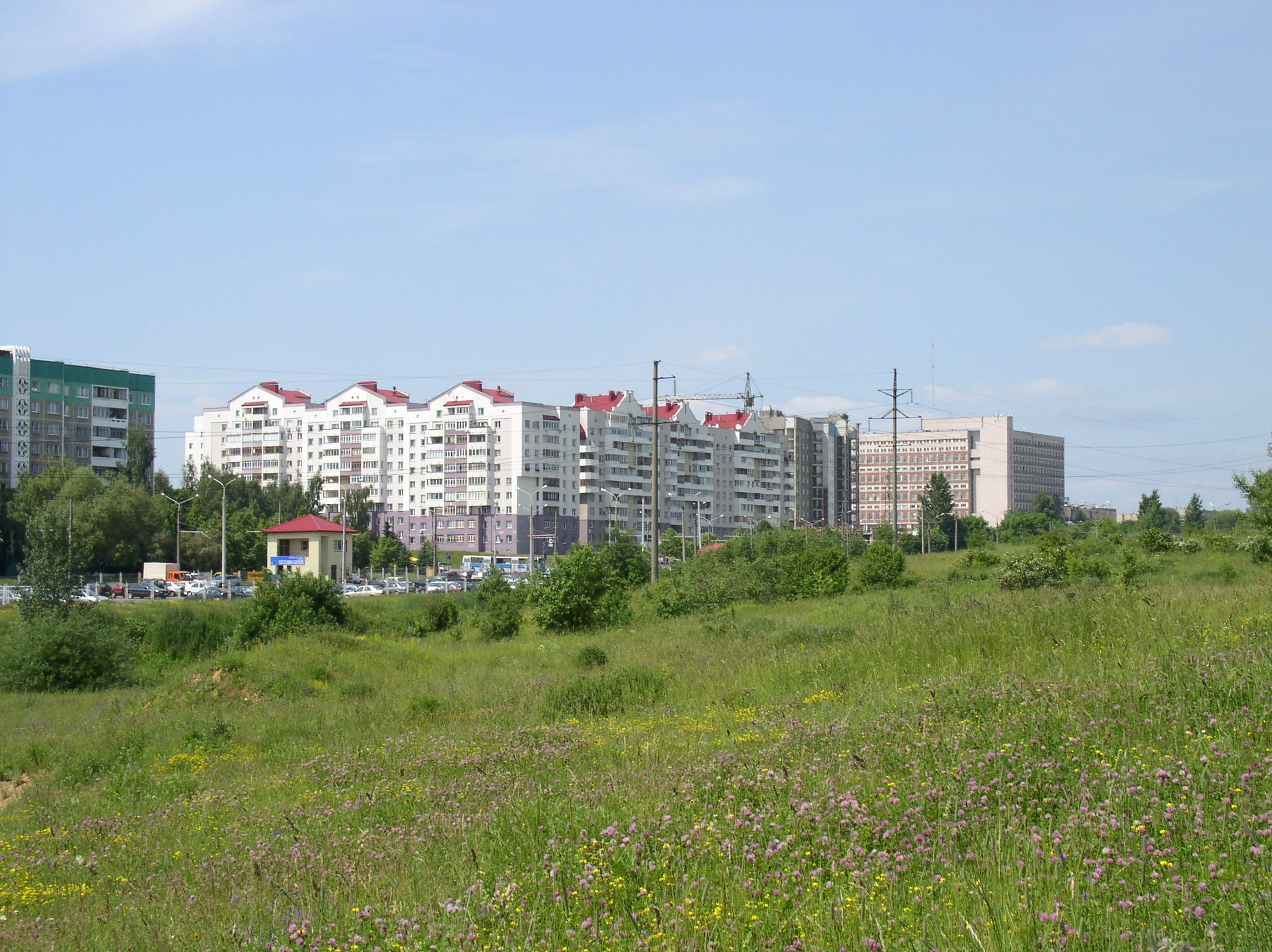
Улица Тимошенко
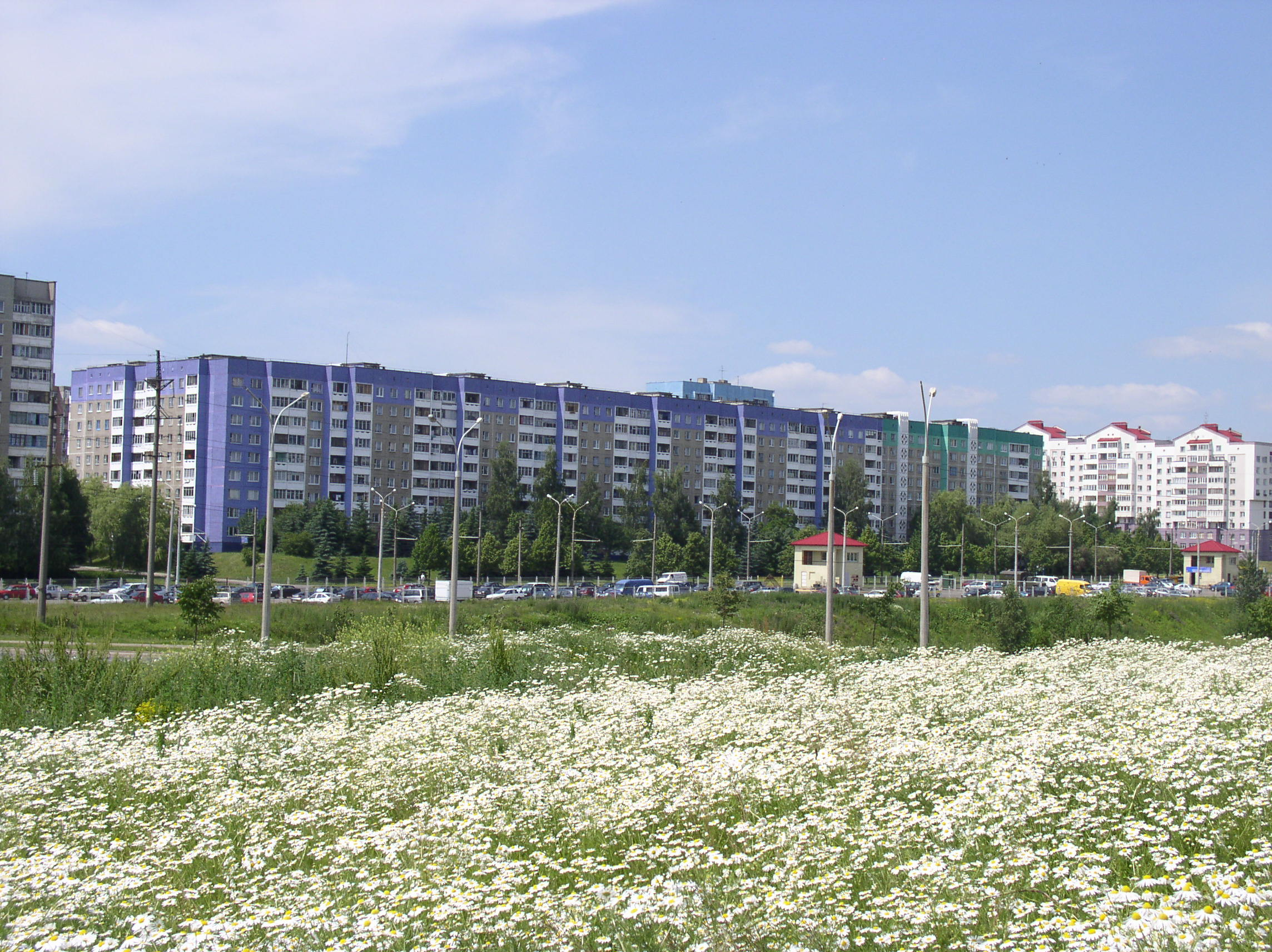
Улица Тимошенко
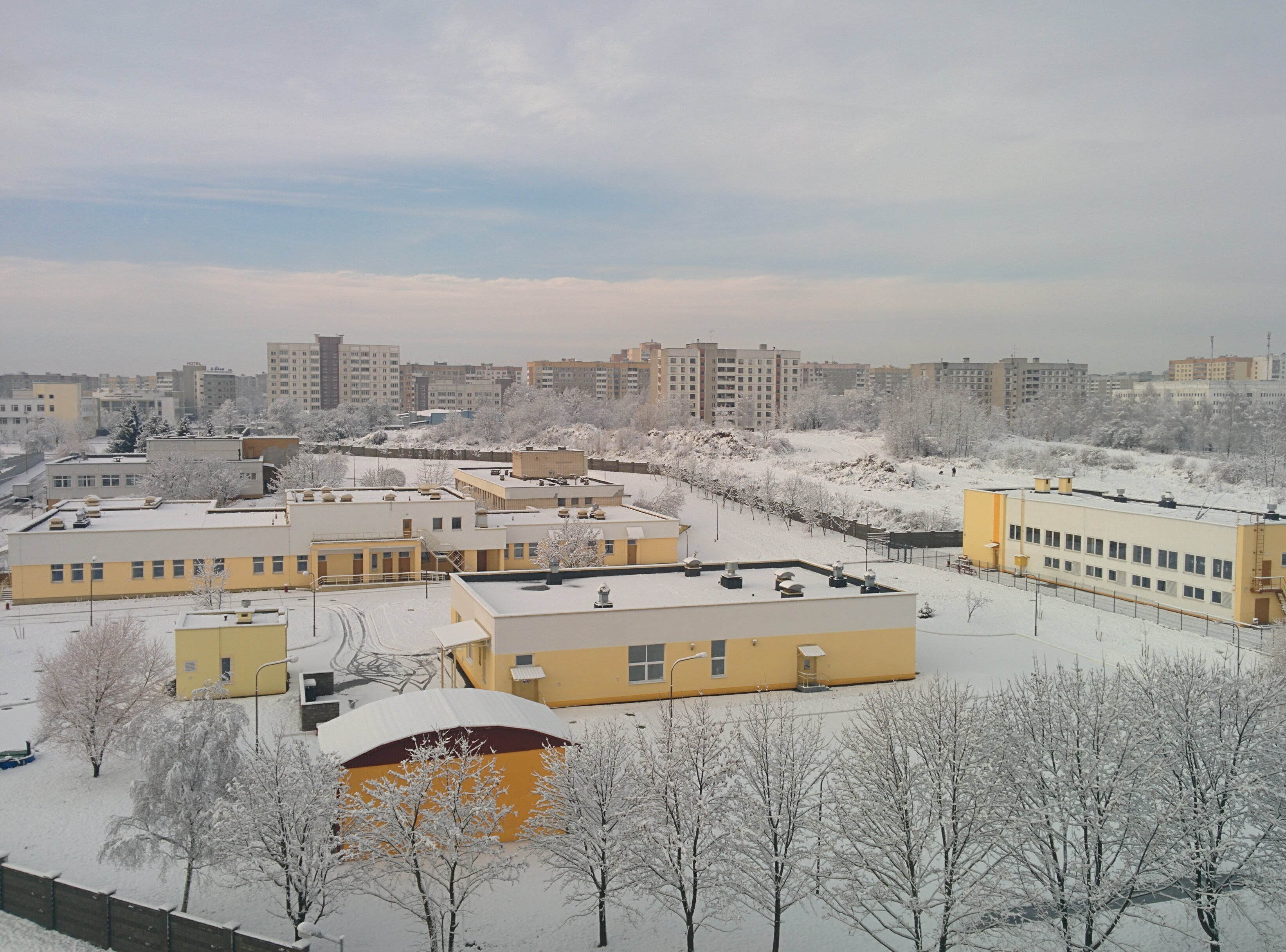
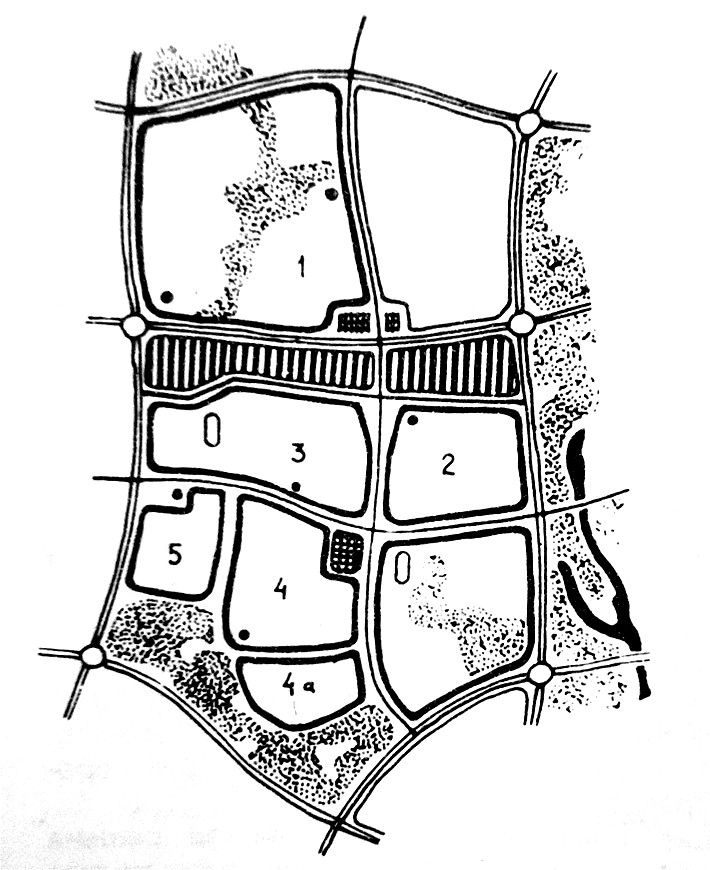
Историческое деление района Запад